# Terra (zespół muzyczny)
Terra – międzynarodowa grupa muzyczna, wykonująca muzykę z pogranicza world music, folku i muzyki rozrywkowej, powstała w 1976 roku we Wrocławiu.

## Historia
Założycielem i liderem zespołu jest ówczesny student Instytutu Cybernetyki Technicznej na Wydziale Elektroniki Politechniki Wrocławskiej Dimcho Angelov, inaczej Dimczo Dimczew Angelow (śpiew, gitara) – pochodzący z Bułgarii działacz społeczny, popularyzator dialogu i porozumienia między ludźmi różnych narodowości i kultur. Terra powstała i działała w środowisku studentów zagranicznych Politechniki Wrocławskiej – pod egidą tejże uczelni. Jest ona jedną z najdłużej działających studenckich grup muzycznych i z czasem stała się wrocławskim eksperymentem w komunikacji międzykulturowej, czemu służy twórcze podejście i wspólne muzykowanie poprzez realizację jednego z jej głównych haseł: Piosenka zbliża narody – Piosenka nie zna granic. Początkowo szeregi grupy zasilali głównie studenci uczelni wrocławskich w tym artyści, muzycy, tancerze itd.. Byli wśród nich: kubański kongista José Torres, basista Marek Błaszczyk (niegdyś m.in. Walk Away; obecnie w zespole Ryszarda Rynkowskiego), polscy muzycy wywodzący się ze sceny muzyki country, tj. Jerzy Prokopczuk i Jarosław Balicki (wówczas soliści Chóru Górniczego Politechniki), Peruwiańczyk Julio Rengifo, śpiewający Madagaskarczyk Brunot Relahy z wrocławskiego Klubu Ludzi Życzliwych, polski Węgier Antal Rahman, śpiewający Bułgarzy – Christo Wyłkow i Anastas Kralew oraz wirtuoz akordeonu Ewgenij Genew (ówczesny student PWr).
Z czasem Dimcho Angelov nawiązał współpracę również z muzykami wywodzącymi się z wrocławskiego środowiska muzycznego, których wielu także przewinęło się przez zespół – a byli to: lider zespołu Romuald & Roman Romuald Piasecki (od 1979), Zbigniew Żabowski (wówczas także gitarzysta zespołu Romuald & Roman), Andrzej Pluszcz, Włodzimierz Krakus, Ryszard Sroka, Ireneusz Nowacki, Leszek Cichoński, Wojciech Błażejewski (wówczas także basista zespołu Romuald & Roman), Ryszard Huczko (wówczas także perkusista zespołu Romuald & Roman), Romuald Tułpatowicz, Aleksander Zielonka, Ryszard Broda, Krzysztof Kraus, Jarosław Borek, Grzegorz Kałmuk, Andrzej Pałka, Andrzej Makowczyński, Ryszard Ganc, Jarosław Pawlicki, Jerzy Stpicki, Andrzej Waśniewski, Jan Podgórski, Marcin Orzechowski, Krzysztof Paszkiewicz, Wacław Niebelecki, Tomasz Pająk, Maciej Marchewka, Kazimierz Marut, Bogdan Tymoszuk, Darek Duszyński, Krzysztof Słonina oraz nieżyjący już: Kazimierz Kośmider, Janusz „Bongo” Szargut, Ryszard Socha i Ryszard Bałazy. 
Grupa ta była wielokrotnym laureatem Ogólnopolskich Festiwali Piosenki Studentów Zagranicznych w Warszawie i Poznaniu (przestały być organizowane w okresie stanu wojennego, odnosząc także sukcesy na licznych i różnorodnych stylistycznie festiwalach i przeglądach w kraju i za granicą, wśród których te najbardziej znaczące to wyróżnienie na Ogólnopolskim Festiwalu „Country-Folk-Blues” odbywającym się w warszawskim klubie Stodoła (1983), oraz nagroda publiczności na Międzynarodowym Festiwalu „Beatlemania” w ZSRR (1989), gdzie zespół wystąpił na stadionie dla dwudziestu tysięcy ludzi. W 1986 roku został on także zakwalifikowany do wzięcia udziału w Pikniku Country w Mrągowie, dokąd jednak nie przyjechał z powodu braku środka transportu. Koncertował również w RFN, Austrii i Bułgarii. Oprócz występów na festiwalach, festynach, imprezach studenckich i klubowych, zespół wielokrotnie brała udział w przedsięwzięciach charytatywnych na rzecz: ofiar klęsk żywiołowych, Rewaloryzacji Starówki Wrocławskiej i dzieci w akcjach organizowanych przez Klub Ludzi Życzliwych, PCK, Towarzystwo Miłośników Wrocławia (np. "Podajmy sobie dłonie", "Wszystkie dzieci są nasze", "Wielka Orkiestra Świątecznej Pomocy").
Zespół Terra był też głównym organizatorem jedynego Festiwalu Muzyki Country we Wrocławiu, jak również licznych muzycznych happeningów na rzecz pokoju na świecie, takich jak np.: Dajmy szansę Ziemi – Dajmy szansę Pokojowi, One World – One People czy Rock & Roll dla pokoju w Jugosławii. W 1997 roku podczas tzw. powodzi tysiąclecia zostaje zniszczona siedziba grupy w DS T-2, co mocno zdezorganizowało jej działalność. W czasie jej remontu przy zespole Terra, Dimcho Angelov i Ewgienij Genew powołali do życia nowy projekt muzyczny pod nazwą Balkan Folk Acoustic – popularyzujący folklor i tradycje ludowe Bułgarii oraz muzykę i tańce krajów bałkańskich: Macedonii, Serbii, Chorwacji, Rumunii i Grecji. W skład zespołu wchodzili także: Wenetta Bogdanowa (absolwentka Uniwersytetu Warszawskiego), Locko Richter z Niemiec i Jacek Lech, włączając do niego także studentów bałkańskich z uczelni wrocławskich. Pomimo trudności lokalowych i strat sprzętowych grupa Balkan Folk Acoustic regularnie występowała, głównie podczas imprez środowiska akademickiego miasta Wrocławia, takich jak: Juwenalia, Ekonomalia, Wuefalia, Wittigalia, Dolnośląski Festiwal Nauki, Dni Politechniki po czym jego aktywność zmalała i wzrosła dopiero po zakończeniu długotrwałego remontu.
Dotychczas Terra dała ponad 2000 koncertów, a przez zespół przewinęło się ponad 500 wykonawców z 40 krajów, takich jak: Algieria, Angola, Armenia, Austria, Australia, Benin, Boliwia, Bułgaria, Czechy, Ekwador, Grecja, Indie, Iran, Irlandia, Izrael, Kamerun, Kanada, Kolumbia, Kongo, Kuba, Kurdystan, Laos, Macedonia, Madagaskar, Mali, Nigeria, Niemcy, Palestyna, Peru, Polska, Rumunia, Sierra Leone, Stany Zjednoczone, Sudan, Szwecja, Szwajcaria, Ukraina, Wielka Brytania i Wietnam. 
W 2006 roku na przypadające wówczas 30-lecie działalności grupy – z inicjatywy jej założyciela, a także założyciela i przewodniczącego Wrocławskiego Towarzystwa Przyjaciół Bułgarii (zostało zarejestrowane 7 lutego 2002 roku), Dimcho Angelova – powstała Międzynarodowa Fundacja TERRA dla Pokoju i Tolerancji, której jest prezesem.